# Riccardo Zanella
Riccardo Zanella (Rijeka, 27. lipnja 1875. – Rim, 30. ožujka 1959.), bio je izabrani predsjednik Slobodne Države Rijeke između 1921. i 1922. godine.

## Životopis
Po ocu je bio Furlan, po majci Slovenac, nadimkom Profesor, gdjegdje, Gospodin profesor.
Polazio je mađarsku trgovačku školu u Rijeci i Budimpešti, a poslije je dobio mjesto profesora knjigovodstva na istoj školi u Rijeci, a nakon godinu dana podnio je ostavku. Riccardo Zanella je osnovao t.zv. Autonomaše (Autonòmiste), te je zajedno s odvjetnikom Micheleom Mavlanderom bio od 1896. vođom autonomaške stranke u Rijeci, a od 1905. godine je bio i zastupnikom u skupštini. Zalagao se za posebnu Riječku biskupiju i njezino odvajanje od Senjske biskupije. Drži se kako je iza čitave akcije nasilnoga ulaska Talijana u Rijeku bio upravo Riccardo Zanella, koji je od 1896. bio drugim vođom autonomaške stranke; na riječko područje se vratio zajedno sa Soluncima.

## Politička situacija
Od propasti pokušaja talijanskoga pjesnika i fašista D'Annunzia da anektira Rijeku u prosincu 1920. godine ona je živjela u političkom vakuumu tijekom kojega vladaju razni guverneri i komesari koje su postavljale velike sile. Kako bi se okončala kriza vlasti donesena je odluka o potrebi provođenja izbora. Tijekom izbora, u travnju 1921. godine na birališta su izašle dvije političke skupine. Bile su to:
- Stranka autonomaša (autonòmista) na čelu s Riccardom Zanellom, te
- Nacionalni blok koji se zalagao za pripajanje grâda-države (držàvine) Italiji.

Nakon prebrojavanja glasova postalo je očito da je nadmoćni pobjednik bio Zanella s osvojenih 65 % glasova. 

## Izabrani predsjednik
Ovaj izborni rezultat je potpuno očekivano bio veliko razočáranje za Italiju koja tada poduzima sve u svojoj moći da bi spriječila ceremoniju. Osnovu tih sabotaža je činilo postavljanje visokih komesara koji su trebali upravljati državom na mjestu predsjednika kao da Zanella nije izabran. Sve u svemu, iako je Zanella bio pobijedio na izborima još u travnju on je zbog diplomatskih igri bio spriječen sve do 5. listopada u preuzimanju svoje dužnosti. Kako to kažnjavanje izabranoga predsjednika, a s tim i cijeloga stanovništva nije bilo dovoljno tijekom lipnja 1921. godine dolazi da aneksije luke Baroš što izaziva općenarodnu járōst koja rezultira napadom stanovnika na talijanske vojnike. U »incidentu« će biti mrtvih na obje strane.

## Politika predsjednika
Kako su u razdoblju 1918. – 1921. stalni politički nemiri i okupacije uništile ekonomiju gradu Zanella se odlučio na privlačenje stranih ulagača prodajom luke i željeznice što izaziva novu srdžbu građana. Uz taj problem grad se ujedno nalazio i u ekonomskoj zavisnosti prema Italiji, što je potkopavalo trud vlade u vođenju nezavisne politike. Takvo sveukupno stanje dovodi do gotovo stalnih uličnih nemira između autonomaša (autonòmista) i fašista (pomognutih s talijanske strane). Ova situacija bit će napokon okončana 3. ožujka 1922. godine kada fašisti izvode državni udar nakon čega izabrana vlada bježi u Kraljevicu. Glavni organizator ovoga nasilnog preuzimanja vlasti i budući kratkotrajni pučistički šef države je bio Giovanni Giuriati kojega će Mussolini kasnije nagraditi položajem ministra u talijanskoj vladi.

## Izbjeglištvo
U izbjeglištvo zajedno sa Zanellom će otići i 3000 riječkih autonomaša. On će sve do 1934. godine živjeti u Kraljevini SHS lobirajući bez uspjeha, nakon toga odlazi u Pariz gdje živi do početka Drugoga svjetskog rata. Krajem 1944. godine Zanella izlazi iz političkoga mirovanja pišuću zahtjev konferenciji Ujedinjenih naroda u San Franciscu da se „ne zaboravi” riječka politička situacija. Svi njegovi preostali diplomatski pokušaji za obnovom neovisne države su propali zbog manjka zanimanja velikih sila za Rijeku i njezine građane. Da iskustvo Slobodne Države Rijeka nije bilo efermerno svjedoči i nalazak u arhivi Riccarda Zanelle dopisivanje između njega i nove komunističke vlade Jugoslavije gdje ga se oslovljava naslovom predsjednika. Umire u Rimu 1959. godine gdje je pokopan na rimskom groblju Campo Verano . 